# Evelyn (Automarke)
Evelyn war eine britische Automobilmarke, die 1913–1914 von der Carette Company in London gebaut wurde.
Es handelte sich dabei um ein Leichtfahrzeug, das von einem Reihenzweizylindermotor von Dorman angetrieben wurde. Dieser Motor leistete 10 bhp (7,4 kW).

## Quelle
- David Culshaw & Peter Horrobin: The Complete Catalogue of British Cars 1895–1975. Veloce Publishing plc. Dorchester (1997). ISBN 1-874105-93-6